# María Josefa Castrillón y Mera
María Josefa Castrillón y Mera
nació en Vejer de la Frontera (Cádiz) el 6 de febrero de 1829 y falleció en Madrid el 17 de enero de 1890.
Marquesa de Francos (consorte), es un título nobiliario creado en 1872. Dama de la Orden de las Damas Nobles de la Reina María Luisa con n.º 768.
El 20 de octubre de 1852 contrajo matrimonio en Vejer de la Frontera (Cádiz) con León López Francos, Marqués de Francos.

## Familia
Fue hija de D. Juan Castrillón Folgueras (Coronel de Infantería y 1º Comandante del 2º Batallón del Regimiento de Granaderos de la Guardia Real), y de María Dolores Mera de Gomar. Su padre era un noble de origen asturiano, y su madre de familia burguesa andaluza propietaria de terrenos y ganadería brava de reconocido prestigio, su sobrino fue Juan Castrillón Pareja.

## Historia
El Título de Marqués Pontificio de Francos fue creado por S.S. el papa Pío IX, el 5 de marzo de 1872, a favor de D. León López Francos, autorizando el uso del mismo el 17 de marzo del mismo año. D León López Francos fue Teniente Coronel de Caballería y Comandante del Cuerpo de Estado Mayor en 1852. El 27 de octubre de 1891 la Reina Regente María Cristina otorga a la villa de Haro el reconocimiento de ciudad. El decreto fue logrado por los buenos oficios del senador vitalicio León López Francos, más conocido como Marqués de Francos y en él se indicaban las razones que llevaban a ese reconocimiento "por el aumento de su población, desarrollo de su agricultura, industria y comercio, y su constante adhesión a la Monarquía Constitucional".